# 5779 Шупман
5779 Шупман (5779 Schupmann) — астероїд головного поясу, відкритий 23 січня 1990 року.
Тіссеранів параметр щодо Юпітера — 3,218.